# Меньщикова, Ксения Игоревна
Ксения Игоревна Меньщикова (2022—2024 — Соколова; род. 23 января 2002, Волгоград) — российская волейболистка, центральная блокирующая.

## Биография
Родилась 23 января 2002 года в Волгограде. Отец — Игорь Анатольевич Меньщиков, бывший футболист-полузащитник, ныне — тренер.
Начала заниматься волейболом в Волгограде, окончила школу-лицей № 10. В 2018 году получила приглашение от клуба «Протон» и присоединилась сначала к молодёжной команде, а затем и к основной. Дебютировала в Суперлиге 11 ноября 2018 года.
В 2021—2023 играла в подмосковной команде «Заречье-Одинцово». С 2023 выступала за краснодарское «Динамо», «Спарту», а в 2025 перешла в «Ленинградку».